# 伊根町立伊根小学校
伊根町立伊根小学校（いねちょうりつ いねしょうがっこう）は、京都府与謝郡伊根町平田426番地にある公立小学校。
2020年（令和2年）現在の児童数は46人である。同じく少人数の伊根町立本庄小学校との統合が検討されている。伊根町は全域が伊根町立伊根中学校の校区である。地産地消目標とする「日本一の給食」を標榜している。

## 沿革
- 1874年（明治7年）1月 - 亀島校、平田校に分離し開校。
- 1904年（明治37年）4月 - 伊根・亀島の両尋常小学校を合併し、高等科を併置、伊根尋常高等小学校と改称する。
- 1941年（昭和16年）4月1日 - 伊根国民学校に改称。
- 1947年（昭和22年）4月1日 - 伊根小学校に改称。
- 1954年（昭和29年）11月3日 - 伊根町立伊根小学校に改称。
- 1978年（昭和53年） - 鉄筋コンクリート造の校舎を新築。
- 2005年（平成17年）4月 - 児童数減少により伊根町立朝妻小学校を統合。
- 2005年〜2008年 - 京都教育大学と「知的財産創造・活用を育成する教員の養成（現代GP）の研究協力校」となる。
- 2009年〜2010年 - 京都府教育委員会より「京の子ども、夢・未来校『ことばの力』育成プログラム開発協力校」の指定を受ける。

## 教育目標
- 教育目標 - 豊かな自然環境と恵まれた地域教材を生かし、知・徳・体の調和のとれた、たくましく生きる児童を育てる。
- めざす児童像
  - 「い」 → 生き生きと、自ら学ぶ子（知）
  - 「ねっ」 → ねばり強く、元気な子（体）
  - 「こ」 → 心豊かで、やさしい子（徳）

## 周辺
重要伝統的建造物群保存地区（重伝建）選定区域である。
- 道の駅舟屋の里 伊根
- 伊根の舟屋
- 伊根町立伊根中学校
- 伊根漁港
- 伊根湾
- 国道178号

## 通学区域が隣接している学校
- 伊根町立本庄小学校
- 宮津市立府中小学校